# Queer Exile Berlin
Queer Exile Berlin ist ein deutscher Dokumentarfilm von Jochen Hick aus dem Jahr 2023.

## Inhalt
Queer Exile Berlin begleitet sechs queere Menschen aus verschiedenen Ländern und Kontinenten, die Berlin teils freiwillig, teils unfreiwillig zu ihrer neuen Heimat gemacht haben. Weltweit gilt die Stadt als ein Ort, an dem sich queeres Leben offen zeigen kann. Dadurch wurde Berlin zum Magneten für Menschen mit diversen sexuellen Identitäten und Lebensentwürfen und gleichzeitig auch zum Spiegelbild globaler politischer Entwicklungen und daraus folgender Migrationsbewegungen. Im Film werden die persönlichen Geschichten der Protagonisten und ihre Motivationen in den Kontext mit historischen Ereignissen und aktuellen Themen gesetzt.

## Protagonisten
- Haidar Darwish kommt aus Syrien und tritt nun als der Performer und Tänzer „The Darwish“ auf.
- Eunice Franco aus Portugal begann ihre Transition in Berlin und arbeitete zur Zeit der Dreharbeiten in dem Kunst- und Musikklub Traumabar und Kino.[1]
- Mischa Badasyan aus Russland hat armenische Wurzeln und machte mit Performances auf sich aufmerksam, bevor er sich erneut in politischen Organisationen jenseits queerer Themen engagierte.
- Jean-Ulrick Désert, in Haiti geboren und in New York aufgewachsen, Künstler, zog bereits in den frühen 2000er Jahren nach Berlin.
- Monika Tichy aus Polen kämpft im zwei Stunden von Berlin entfernten Szczecin für grundlegende Rechte queerer Menschen.
- Dragqueen Gloria Viagra kam als Kind in den frühen 70ern aus Westdeutschland nach Berlin und war bereits mit sieben Jahren mit der Mutter auf der ersten Demonstration der Homosexuellen Aktion Westberlin für die Rechte von Homosexuellen.

## Produktion und Veröffentlichung
Queer Exile Berlin ist eine Koproduktion von Galeria Alaska Productions mit dem Rundfunk Berlin-Brandenburg und wurde unter anderem vom Medienboard Berlin-Brandenburg gefördert. Der Film feierte seine Deutschlandpremiere am 25. Oktober 2023 bei den internationalen Hofer Filmtagen.
Die Vorpremiere zum deutschen Kinostart findet auf dem Achtung Berlin Filmfestival 2024 statt. Der Film lief auf verschiedenen internationalen Filmfestivals, darunter Roze Filmdagen (Amsterdam), GAZE Filmfestival (Dublin), International Queer Migration Film Festival (Amsterdam), Out on Film Festival (Atlanta), Reel Affirmations (Washington). Der deutsche Kinostart fand am 18. April 2024 im Verleih von missingfilms statt.
Mit Queer Exile Berlin realisierte Jochen Hick den dritten Teil seiner queeren Berlin-Trilogie nach Out in Ost-Berlin (2013) und Mein wunderbares West-Berlin (2017).

## Rezeption
Die queeren Protagonisten im Film und deren Kampf um gesellschaftliche Anerkennung und Rechte stehen exemplarisch für die globale queere Community und sind universell übertragbar, wie Mark Young im Metroweekly feststellt. Er bescheinigt dem Film Optimismus trotz harscher Realitäten. „Das herausragende Thema des Dokumentarfilms ist die Universalität von Queerness und unser nie endendes Bemühen um Gleichberechtigung. Es ist klar, dass einige Orte mehr Chancen bieten als andere, aber die Widerstandskraft unter all diesen Menschen ist allgegenwärtig und unerschöpflich.(...) Es ist ein optimistischer Film, der sich nicht scheut, die harten Realitäten des queeren Lebens in packender Weise zu zeigen.“
Thomas Abeltshauser von epd-Film hebt die Verbindung der persönlichen Geschichten mit Ereignissen und Einschnitten in Berlin hervor: „So entstand ein vielfältiges, anregendes und immer wieder berührendes Gegenwartsporträt einer Stadt, die ihren permanenten Wandel auch dem Zuzug neuer Menschen und ihren Impulsen verdankt.“
Fletcher Varnson betont in 'The Georgia Voice' (aus Atlanta, Georgia) die universelle Gültigkeit und Übertragbarkeit des Films auf andere Orte als nur Berlin: „Diese Bandbreite der Darstellung ist die größte Stärke von 'Queer Exile Berlin'. Der Prozess des Umzugs in eine Oase wie Berlin, um eine Gemeinschaft zu finden, ist eine Erfahrung, die für LGBTQ-Menschen fast universell ist. Dass der Film so viel von der queeren Erfahrung einfängt, wird ihn für das Publikum in Atlanta, das selbst ein Land für queere Exilanten ist, interessant machen.“
Beim 27. Queer Filmfest Weiterstadt 2023 erhielt der Film die besondere Erwähnung der Jury des Don-Quijote-Awards. Diese bezeichnet Queer Exile Berlin als „einen Dokumentarfilm, der es schafft, inspirierend, warmherzig, traurig, tragisch und erhebend zugleich zu sein.“